# دفاع ش‌م‌پ‌ه
دفاع شمپه (شین میم پ ه) (به انگلیسی: Chemical, biological, radiological and nuclear defense) (اختصاری CBRN) که کوتاه‌شده عبارت دفاع شیمیایی، میکروبی، پرتوزاینده، هسته‌ای است که برای نیروها، یگان‌ها و ابزار مقابله با جنگ‌افزارهای شیمیایی، میکروبی، پرتوزاینده هسته‌ای به کار می‌رود.
تا پایان جنگ سرد، این عبارت به صورت اتمی، میکروبی، شیمیایی (اختصاری ABC) به کار می‌رفت که پس از آن به صورت هسته‌ای، میکروبی،شیمیایی (اختصاری NBC) تغییر یافت. با ساخت جنگ‌افزارهای پرتوزاینده، این پروتکل در سال ۲۰۱۲ میلادی به دفاع شمپه (اختصاری CBRN) تغییر یافت.
این اصطلاح پیشتر و در دوره جنگ ایران و عراق به صورت ش‌م‌ر («ش میم ر») نیز بکار می‌رفت که کوتاه شدهٔ عبارت شیمیایی-میکروبی-رادیواکتیو است.

## تاریخچه
یگان‌های مقابله با جنگ‌افزارهای کشتار جمعی شیمیایی، میکروبی و هسته‌ای نخستین بار در طول جنگ هشت ساله ایران و عراق و در پی استفاده ارتش عراق از تسلیحات شیمیایی در جبهه‌های نبرد و مناطق مرزی، در ایران ایجاد شد. این یگان‌ها علاوه بر مناطق جنگی، برای مقابله با استفاده احتمالی عراق از تسلیحات کشتار جمعی در مناطق مسکونی، در شهرهای اصلی مانند تهران، اصفهان ،شیراز و شهرسردشت <مناطق کردستان >حضور داشتند و با نام ش‌م‌ر (شین میم ر) شناخته می‌شدند.
از دیگر وظایف واحدهای ش‌م‌ر در دوره جنگ شهرها، آموزش شهروندان برای مقابله با حملات احتمالی شیمیایی یا میکروبی عراق بود. دفترچه‌های اطلاعاتی ش‌م‌ر در محلات و منازل و بسیاری از مدارس کشور که در تیررس حملات نیروهای عراقی بودند توزیع شد. دفترچه‌های ش‌م‌ر شامل راهنمای پناه‌گیری و فرار، ساخت ماسک گاز در منزل، ذخیره‌سازی آذوقه اضطراری و توصیه‌های روانی در صورت رخداد حمله شیمیایی بودند.